# Kangoeroevlees

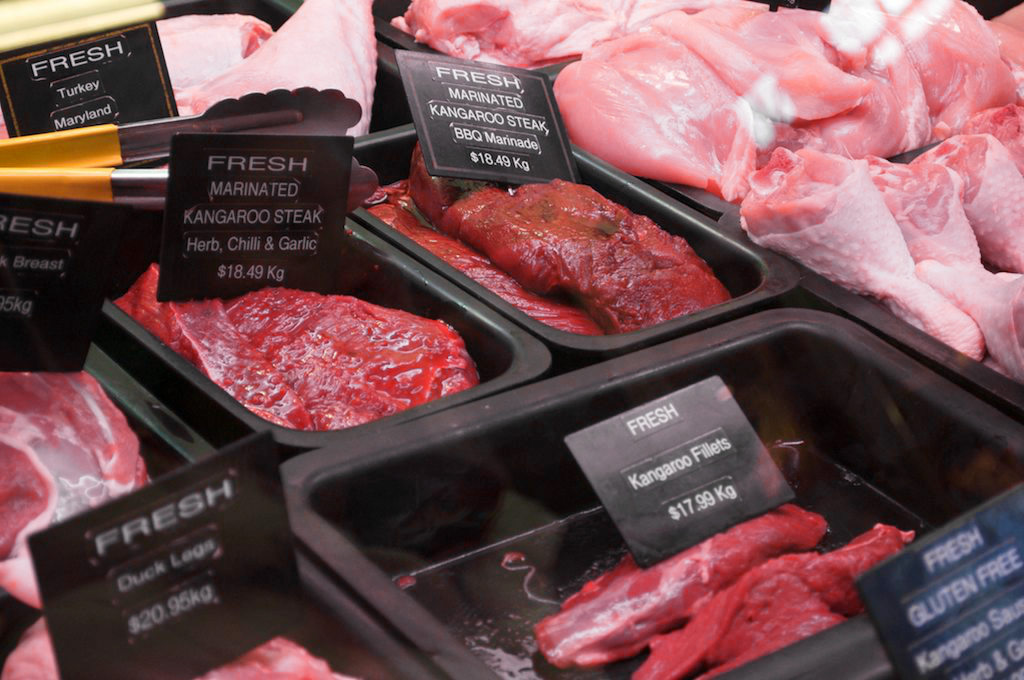
Kangoeroevlees op de Queen Victoria Market in Melbourne

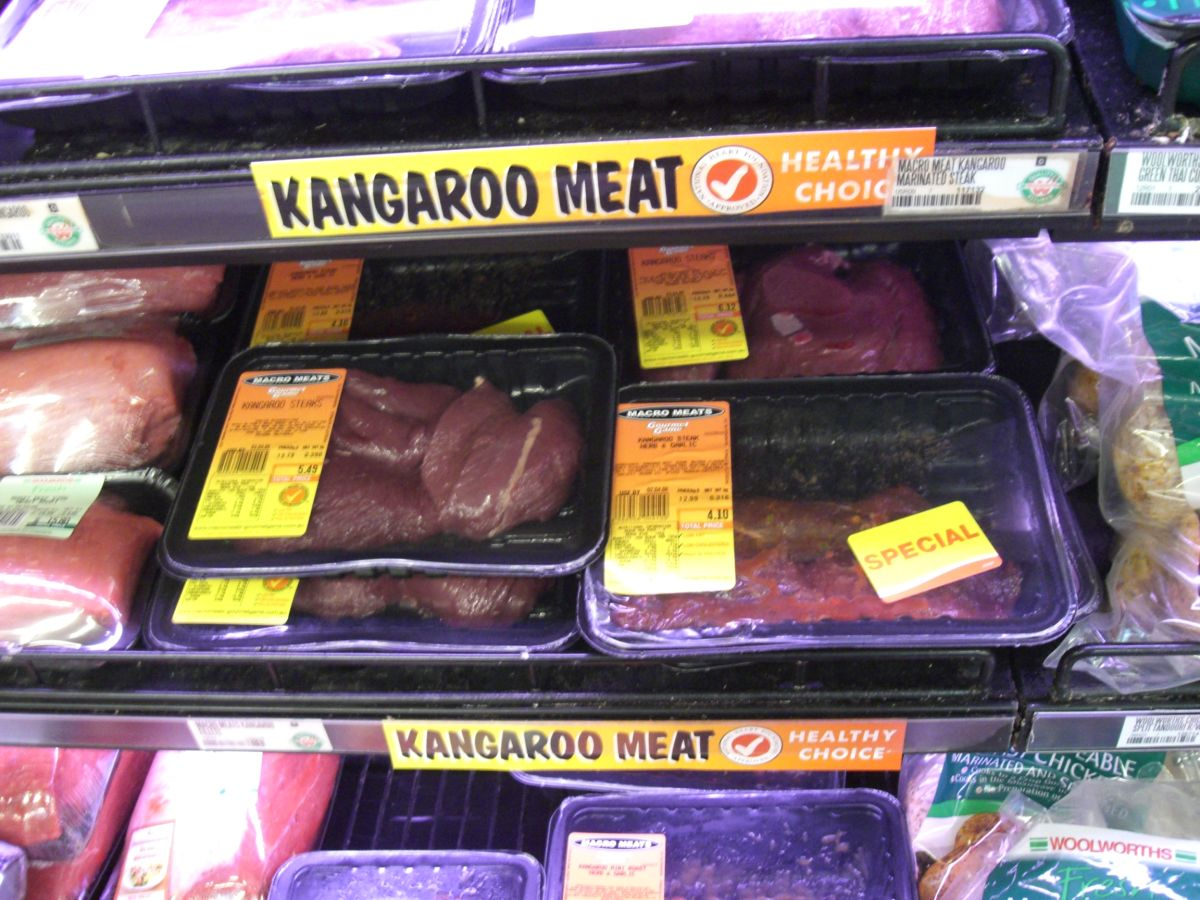
Kangoeroevlees in een Australische supermarkt

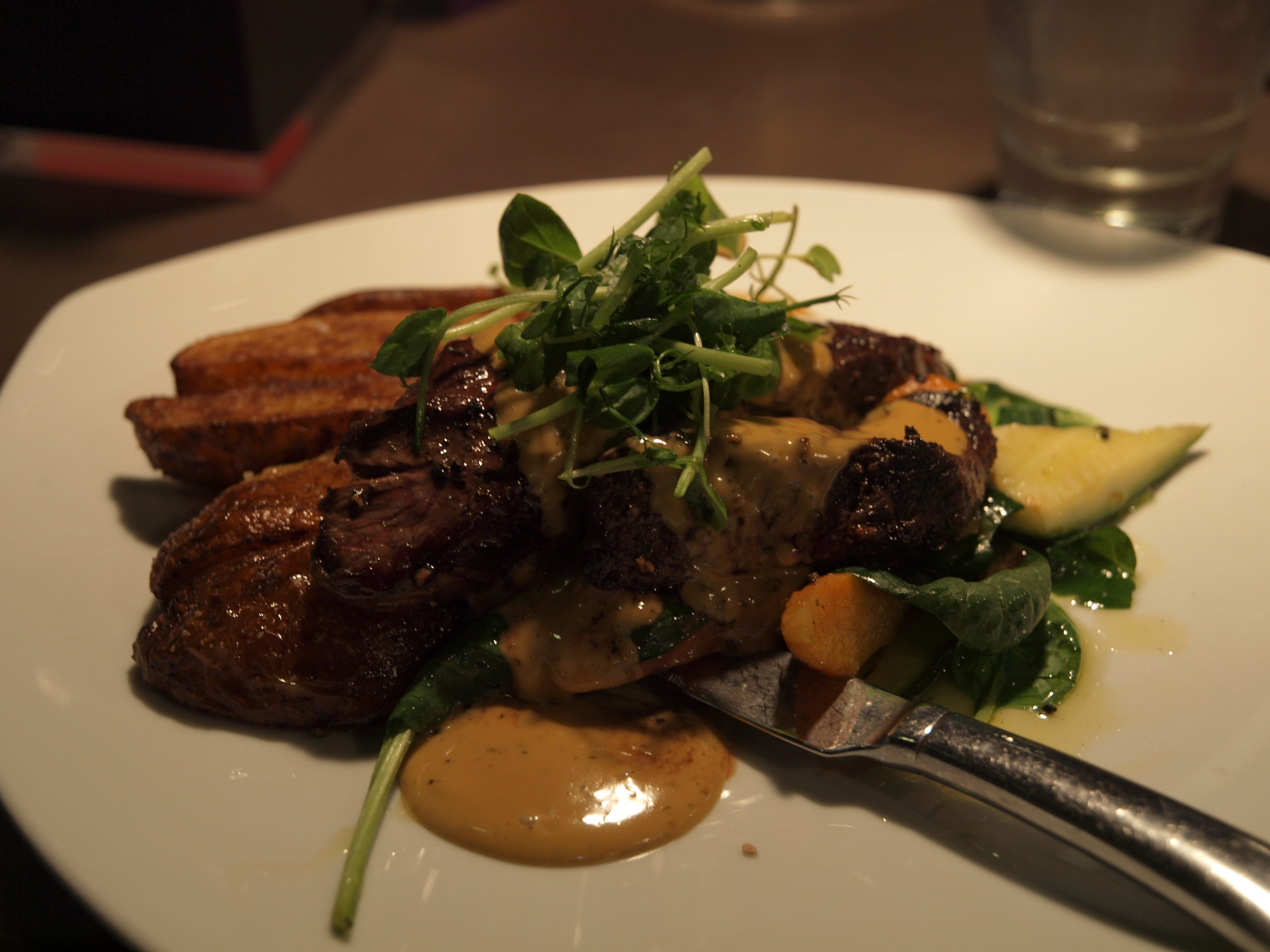
Kangoeroe met tijm in een restaurant in Helsinki

Met kangoeroevlees (in Australië Roo) wordt geduid op het vlees van de verschillende soorten Australische kangoeroes. Dit wild is niet alleen in Australië verkrijgbaar maar wordt ook veel naar buitenland geëxporteerd, vooral naar Duitsland, België, Denemarken en Frankrijk. 
Kangoeroevlees is donkerrood en bevat slechts 2% vet, wat het een magere vleessoort maakt. Dit wild kan worden gegrilld, gesmoord, gekookt of gebraden. Vanwege het lage vetgehalte dient kangoeroevlees hoogstens medium bereid te worden, omdat het anders zeer droog en hard wordt.

## Geschiedenis
Kangoeroes waren vroeger een belangrijke voedselbron voor zowel de aborigines als de Europese immigranten. Het vlees gold als smakelijker dan het vlees van andere wilde dieren op het werelddeel. Een geliefd gerecht in de 19e eeuw was volgens kookboeken de kangaroo steamer, een stoomgerecht. Het vlees werd fijngesneden, gekruid en samen met ham en wat water gedurende enkele uren gekookt in een pan op de kookplaat.
In de 20e eeuw daalde de menselijke consumptie van kangoeroevlees in Australië. Het vlees wordt tevens verwerkt in hondenvoer. In 2008 gaf slechts 14,5% van de Australiërs aan minstens viermaal per jaar kangoeroevlees te eten. Recentelijk is de menselijke consumptie van kangoeroevlees in Australië echter bezig aan een opmars. Een daarmee samenhangend verschijnsel is het zogenoemde kangatarianisme, waarbij om ecologische redenen alle soorten vlees worden vermeden behalve kangoeroevlees.

## Jacht
De kangoeroes worden in Australië niet gedomesticeerd voor de slacht, maar leven in de wilde natuur. Doordat de dieren geen natuurlijke vijanden meer hebben sinds de uitsterving van inheemse carnivoren zoals de buidelwolf, vermeerderen zij zich dusdanig snel dat op verzoek van landbouwers er jaarlijks een bepaald aantal kangoeroes legaal mag worden afgeschoten. 